# Staphylococcus epidermidis
Espèce
Synonymes
Staphylococcus albus (Rosenbach 1884)
Staphylococcus epidermidis, le staphylocoque blanc, (synonymes : staphylococcus albus, staphylococcus epidermis)est une bactérie du genre Staphylococcus. Cette espèce gram positive fait partie des cocci. Elle est anaérobie facultative.
Il s'agit d'une bactérie commensale de l’humain, typique de la flore de la peau. De ce fait, c'est une source majeure de contamination des échantillons dans les laboratoires d'analyse.
Trois souches multirésistantes se sont développées en milieu hospitalier et propagées à travers le monde, devenant une cause préoccupante de maladies nosocomiales.

## Description
Les colonies de S. epidermidis sont en général petites, blanches ou beiges, et ont un diamètre d’environ 1 à 2 mm après une incubation d’une nuit. L'organisation en colonies est sensible à la desferrioxamine ; ce test peut être employé pour distinguer cette espèce de presque tous les autres staphylocoques. 
Cette espèce est positive à la catalase et négative pour la coagulase. Elle se retrouve fréquemment sur la peau et les muqueuses des humains et des animaux. En raison de sa facilité de contamination, S. epidermidis est vraisemblablement l’espèce la plus commune[Où ?].
Bien que S. epidermidis soit habituellement non pathogène, c'est une cause importante d'infections chez les patients dont les défenses immunitaires sont affaiblies.  Ce micro-organisme est responsable d'infections cutanées, d'infections nasales comme des sinusites ou d'infections urinaires chez la femme et l'homme. Ces bactéries peuvent aussi affecter des patients équipés de cathéters ou d'implants. Elles ont en effet la capacité de produire des biofilms à la surface de ces dispositifs médicaux.

## Sensibilité aux antibiotiques
S. epidermidis est souvent résistante à une grande variété d'antibiotiques, y compris la pénicilline et la méticilline. La résistance à la méticilline est particulièrement répandue dans les hôpitaux, où un taux de 75 à 90 % des isolats se sont révélés résistants.
Une étude de 2018 identifie trois souches multirésistantes (deux ST2 et une ST23) apparues ces dernières décennies en milieu hospitalier et qui se sont depuis largement répandues à travers le monde. Ces souches sont résistantes à la rifampicine (par acquisition de mutations rpoB) et pourraient limiter l'efficacité de la vancomycine et la teicoplanine (antibiotiques de dernière ligne de défense). D'après les auteurs, il est possible que les pratiques hospitalières, telles que les monothérapies antibiotiques utilisant des dispositifs médicaux imprégnés de rifampicine, aient favorisé la transformation d'un commensal habituellement inoffensif en pathogène pouvant causer des infections potentiellement incurables.